# San Francesco d’Assisi (Palermo)

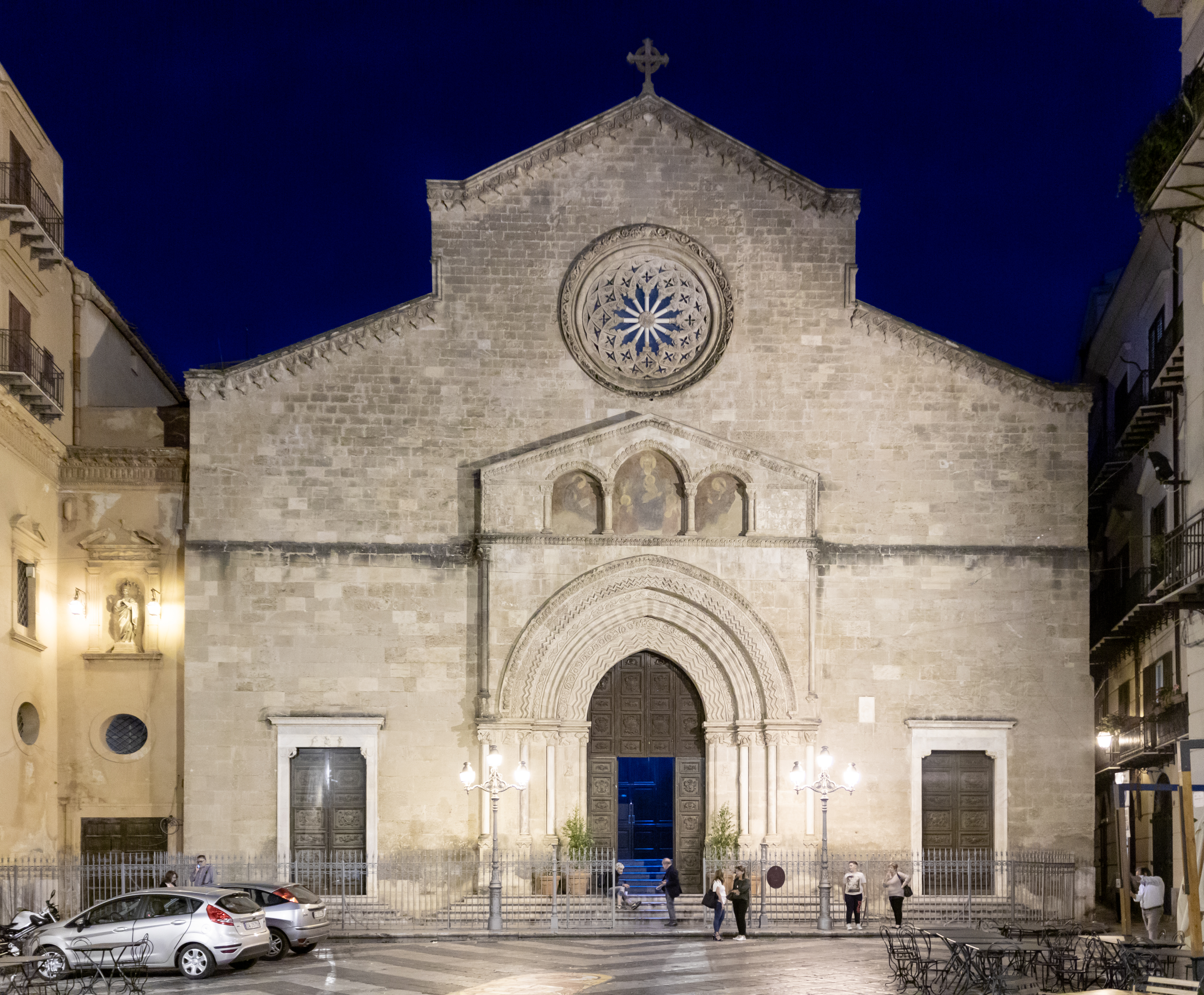
Die Kirche San Francesco d’Assisi

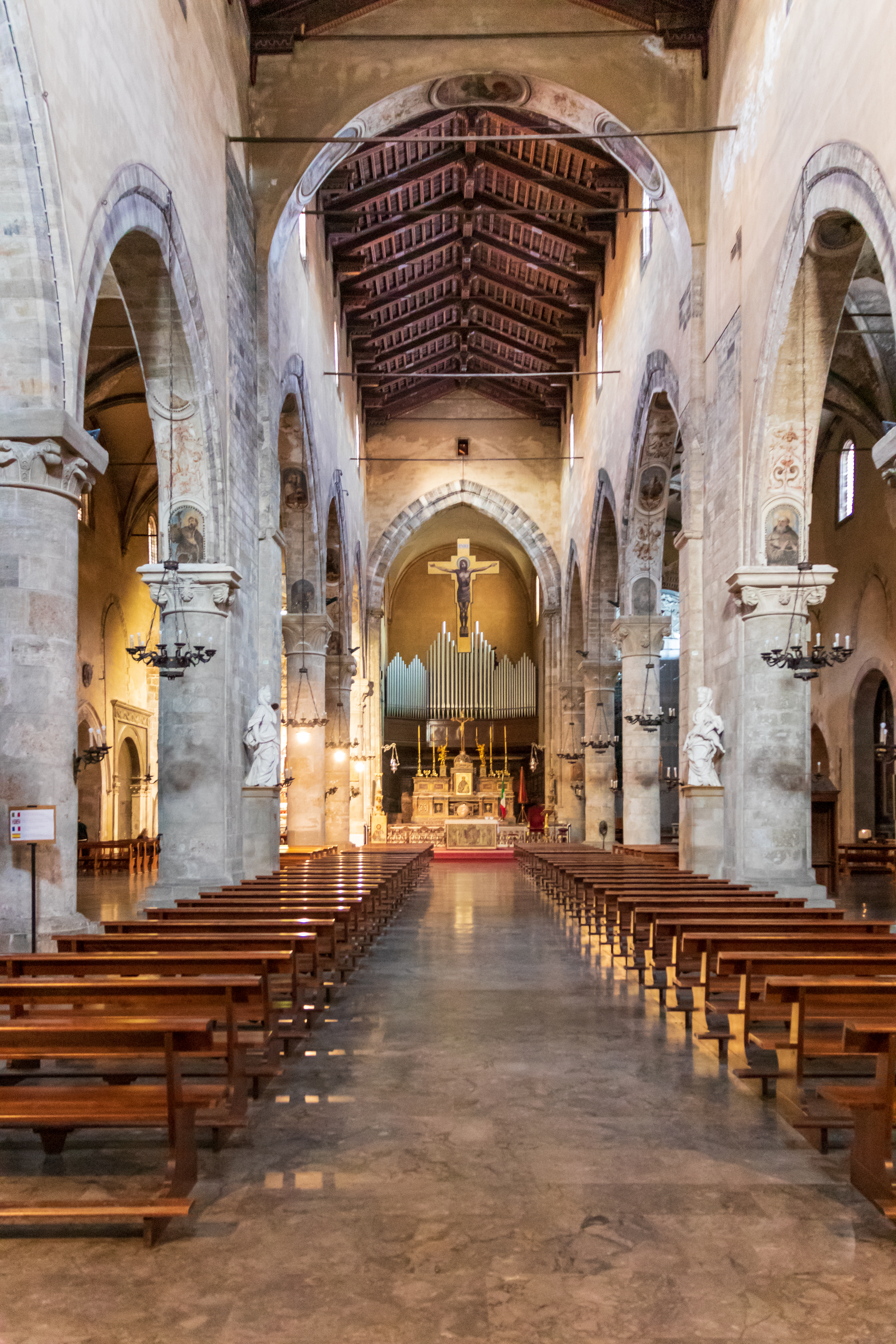
Kircheninneres

Die Kirche San Francesco d’Assisi  in Palermo ist eine gotische Basilika.

## Geschichte
Bereits 1235 ist eine Niederlassung der Franziskaner in Palermo bezeugt, deren Gebäude auf Anstiftung des Palermitaner Weltklerus schwer beschädigt worden waren. Gregor IX. beauftragte den Erzbischof von Messina, für die Reparatur der Schäden zu sorgen. Die heutige Kirche wurde 1255 bis 1277 als dreischiffiger Bau errichtet. Das Portal stammt von 1302. Der Innenraum wurde ab dem 15. Jahrhundert mehrmals umgestaltet. Zu den Künstlern, die zur Ausstattung beigetragen haben, gehören Domenico Gagini und Antonello Gagini und Giacomo Serpotta. 1924 erhielt die Kirche den Ehrentitel einer päpstlichen Basilica minor.
San Francesco wurde im Zweiten Weltkrieg schwer beschädigt und nach dem Krieg nach Vorbild von Sant’Agostino wiederhergestellt.
Die Kirche ist mit einem Kloster der Franziskanerkonventualen verbunden (Sitz des Curia Provinciale und der Biblioteca Francescana).
Direkt neben der Kirche, in der Via Immacolatella, befinden sich das Oratorio dell’Immacolatella und das Oratorio di San Lorenzo, das sich durch reiche Stuckdekorationen von Giacomo Serpotta auszeichnet.

## Orgel
Die Orgel wurde 1961 von der Orgelbaufirma Tamburini erbaut. Das Instrument steht direkt hinter dem Altar an der Chorwand. Es hat 46 Register auf drei Manualwerken und Pedal.
| I Positivo C–c4 |        |
| Principale      | 8′     |
| Flauto a camino | 8′     |
| Ottava          | 4′     |
| Flauto          | 4′     |
| Decimaquinta    | 2′     |
| Decimanona      | 1 ⁄3′  |
| Cornetto II     | 2 1⁄3′ |
| Ripieno V       | 2′     |
| Clarinetto      | 8′     |
| Campane         |        |
| Tremolo         |        |

| II Grand’Organo C–c4 |       |
| Principale           | 16′   |
| Principale           | 8′    |
| Flauto traverso      | 8′    |
| Ottava               | 4′    |
| Flauto               | 4′    |
| Decimaseconda        | 2 ⁄3′ |
| Decimaquinta         | 2′    |
| Gran ripieno VII     | 2′    |
| Tromba               | 8′    |
| Voce umana           | 8′    |

| III Espressivo C–c4 |        |
| Bordoncino          | 16′    |
| Corno di notte      | 8′     |
| Salicionale         | 8′     |
| Viola di gamba      | 8′     |
| Principalino        | 8′     |
| Flauto ottaviante   | 4′     |
| Nazardo             | 2 ⁄3′  |
| Silvestre           | 2′     |
| Terza               | 1 3⁄5′ |
| Pieno V             | 2′     |
| Cornetto combinato  | 8′     |
| Oboe                | 8′     |
| Voce celeste        | 8′     |
| Campane             | 8′     |
| Tremolo             |        |

| Pedale C-g1  |         |
| Acustico     | 32′     |
| Contrabbasso | 16′     |
| Subbasso     | 16′     |
| Bordone      | 16′     |
| Gran Quinta  | 10 2⁄3′ |
| Basso        | 8′      |
| Bordone      | 8′      |
| Amabile      | 8′      |
| Corno        | 4′      |
| Trombone     | 16′     |
| Trombone     | 8′      |
| Claroncino   | 4′      |

## Literatur

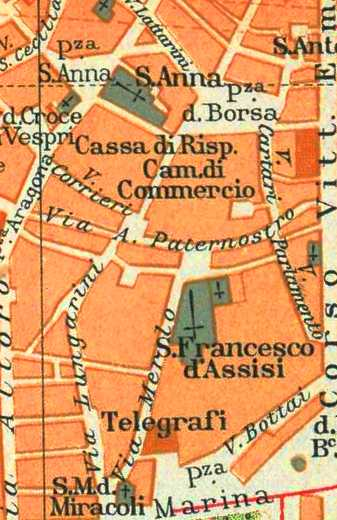
Lageplan